# بيث هال
بيث هال (بالإنجليزية: Beth Hall)‏ هي ممثلة أمريكية، ولدت في 5 يونيو 1958 في بوغوتا في الولايات المتحدة.

## وصلات خارجية
- بيث هال على موقع IMDb (الإنجليزية)
- بيث هال على موقع قاعدة بيانات الفيلم (الإنجليزية)